# Straumann Group
Straumann Group (Straumann Holding AG) — группа компаний, созданная в 2017 году вокруг швейцарского производителя систем имплантации Straumann (Institut Straumann AG) со штаб-квартирой в Базеле, Швейцария. Занимается исследованиями в дентальной имплантологии, а также разработкой, производством и поставкой зубных имплантатов, хирургических инструментов, биоматериалов, эйлайнеров, цифрового оборудования, программного обеспечения для зубного протезирования, пародонтологии, хирургической, ортодонтической и профилактической стоматологии.

## Основные факты
Straumann Group объединяет глобальные и международные бренды: Straumann, ClearCorrect, Dental Wings, Neodent, Anthogyr, Medentika и др.
Имеет две основные производственные площадки в Вильере (Швейцария) и Андовере (США). Продукция и услуги Straumann Group доступны в более чем 100 странах через сеть дочерних компаний и партнёров.
По состоянию на конец 2020 года количество работников Straumann Group составило 7340 человек по всему миру.
Также Straumann Group организует для врачей-стоматологов по всему миру обучение и повышение квалификации через сотрудничество с ITI, Латиноамериканским институтом стоматологических исследований и образования ILAPEO и сеть центров стоматологического образования.

## История
История Straumann Group насчитывает более полувека и началась в 1954 году, когда доктор и инженер Райнхард Штрауманн, основал в Вальденбург, Швейцария, научно-исследовательский институт Dr. Ing. R. Straumann Research Institute AG.

### 1954—1970
До 70-х годов компания специализировалась на исследовании и производстве сплавов для часовых механизмов, а также производстве оборудования для лыжных прыжков с трамплина.

#### 1960
Доктор Фриц Штрауманн, сын основателя Райнхарда Штрауманна, занимался в компании исследованием сплавов для восстановления и лечения переломов костей. Это привлекло внимание Швейцарской ассоциации по изучению внутренней фиксации, известную сегодня как AO/ASIF, для которой компания Штрауманна начала поставлять материалы для костных имплантатов.

### 1967
Компанию возглавил Фриц Штрауманн.

### 1974
В 1974 году компания в сотрудничестве с профессором Бернского университета Андре Шредером произвела свой первый дентальный имплантат из разработанных сплавов, проводя клинические испытания в Бернском университете.

### 1980
С целью дальнейшего развития дентальной имплантологии доктор Фриц Штрауманн и профессор Андре Шредер создали ассоциацию имплантологов ITI.

### 1990
После скоропостижной смерти Фрица Штрауманна, его сын Томас Штрауманн возглавил компанию. Он решил сместить акцент деятельности с производства металлических сплавов, которыми компания занималась в течение сорока лет, и сосредоточиться на дентальной имплантологии. В результате в 1990 году ортопедическое направление (остеосинтез), известное на рынке под брендом Synthes, было продано возглавлявшему его Рудольфу Маагу (новая компания получила название Stratec Medical, а сам Томас Штрауманн в возрасте 27 лет возглавил компанию Institut Straumann со штаб-квартирой в Вальденбурге, в кантоне Базель-Ланд, основным видом деятельности которой стало производство дентальных имплантатов.

### 1998
Institut Straumann стал основой для создания холдинга Straumann Holding AG, в состав которого к этому времени уже входили несколько брендов по производству продукции для стоматологии. В 1998 Straumann Holding AG стала публичной, разместившись на Швейцарской фондовой бирже.

### 2000
Состоялось открытие новой производственной площадки в Виллере, расположенной в Бернской Юре, и Технологического центра в Вальденбурге.

### 2002—2003
Компания Straumann Holding AG решила выйти на рынок производства биоматериалов для восстановления мягких и твёрдых тканей. Для этого приобрела в 2002 году швейцарскую компанию Kuros Therapeutics AG и шведскую компанию Biora в 2003 — пионера в области регенерации тканей зубов.

### 2004
В 2004 году головной офис Straumann Holding AG переехал в новое здание в Базеле.

### 2005
Состоялось открытие штаб-квартиры и производственного центра Straumann в Северной Америке, в Андовере.

### 2011—2019
В эти годы Straumann Holding AG активно завоёвывала новые рынки сбыта и осваивала помимо имплантологии и производства биоматериалов другие сферы стоматологии. Для этого Straumann Holding AG приобрела различные компании: DentalWings (разработчик и поставщик программного обеспечения CAD/CAM и технологий цифрового сканирования), Neodent (производитель дентальных имплантатов среднего ценового сегмента), Medentika и Createch (компании по производству компонентов для протезирования зубов), Equinox (крупнейший производитель дентальных имплантатов в Индии), Anthogyr (французский производитель имплантационных систем), ClearCorrect (компания по ортодонтическому лечению с использованием прозрачных элайнеров) и другие.

### 2014
Журнал Forbes включил Straumann Holding AG в ТОП-50 самых надёжных компаний Западной Европы.

### 2017
Все компании, подконтрольные Straumann Holding AG, были объединены в один «зонтичный» бренд Straumann Group.

## Патенты и инновационные разработки

### SLActive
В 2005 году компания представила запатентованную разработку SLActive — специальным образом обработанную поверхность дентального имплантата, которая сокращает срок его остеоинтеграции до 3-4 недель.

### Roxolid
В 2009 году компанией был разработан и запатентован новый сплав из титана и циркония (TiZr) для дентальных имплантатов, получивший название Roxolid. В некоторых исследованиях говорится о его большей прочности и скорости остеоинтеграции по сравнению с обычным титаном.